# جونگ یی جه
جونگ یی جه (کره‌ای: 정의재؛ زادهٔ ۵ سپتامبر ۱۹۹۰) بازیگر اهل کره جنوبی است. او به خاطر ایفای نقش در خدمه گل: آژانس ازدواج چوسان و تشویق آخر شناخته می‌شود.

## فیلم‌شناسی

### فیلم
| سال  | عنوان | نقش      | منابع |
| ---- | ----- | -------- | ----- |
| ۲۰۱۷ | عزیز  | جون یونگ | [ ۲ ] |

### مجموعه تلویزیونی
| سال          | عنوان                       | نقش           | {منابع |
| ------------ | --------------------------- | ------------- | ------ |
| ۲۰۱۹         | خدمه گل: آژانس ازدواج چوسان | هیون          | [ ۳ ]  |
| ۲۰۲۰         | انتقام                      | کیم هیون سونگ | [ ۴ ]  |
| ۲۰۲۲         | کیل هیل                     | سو جون بوم    | [ ۵ ]  |
| پادشاه خوک‌ها | جین هه سو                   | [ ۶ ]         |        |
| تشویق آخر    | مو جین                      | [ ۷ ]         |        |
| ۲۰۲۳         | اصل کاری                    | کیم جون ها    | [ ۸ ]  |

### مجموعه اینترنتی
| سال  | عنوان               | نقش         | منابع  |
| ---- | ------------------- | ----------- | ------ |
| ۲۰۱۸ | خانم مستقل جی اون   | پارک وو جین | [ ۹ ]  |
| ۲۰۱۹ | خانم مستقل جی اون ۲ | پارک وو جین | [ ۱۰ ] |

## ترانه‌شناسی

### موسیقی متن
| عنوان                            | سال  | آلبوم      | منابع  |
| -------------------------------- | ---- | ---------- | ------ |
| «Another Coincidence» (다른우연) | ۲۰۱۶ | نظام قضایی | [ ۱۱ ] |